# 川西町立川西中学校
川西町立川西中学校（かわにしちょうりつ かわにしちゅうがっこう）は、山形県東置賜郡川西町にある公立中学校。

## 概要
2011年4月に、町内の3中学校（第一中学校、第二中学校、玉庭中学校）が統合し、川西町で唯一の中学校として開校した。校舎は旧第一中学校を活用した。

## 沿革
- 2011年（平成23年）4月1日 - 川西町内の3中学校が統合して、川西町唯一の中学校である川西中学校が開校[4]。

## 通学区域
- 川西町全域[5]

## 校歌
川西町出身の作家、井上ひさしが作詞している。

## 周辺の主な施設
- 川西町役場
- 川西町民総合体育館
- 川西町総合運動公園
- JR東日本米坂線羽前小松駅・犬川駅
- 山形県立置賜農業高等学校
- 国道287号